# Thirring Lajos (kúriai bíró)
Thirring Lajos (Sopron, 1850. április 27. – Sopron, 1919. március 14.) kúriai bíró, kodifikátor.
Jogi tanulmányai után, 1875–1887 között budapesti ügyvéd, utóbb vidéken, majd Budapesten volt bíró. 1897-től az Igazságügy-minisztérium törvényelőkészítő osztályán dolgozott. 1913-tól kúriai tanácselnök. A polgári törvénykönyv tervezetének előkészítésében, valamint a kereskedelmi törvények novellatervezeteinek kodifikálásában vett részt.